# Christina Kock
Christina Kock (* 19. Februar 1995) ist eine deutsche Volleyballspielerin.

## Volleyball-Karriere
Christina Kock begann mit dem Volleyball in der F-Jugend des SV Lohhof und ist somit ein echtes Eigengewächs des Vereins. Die Tochter von Abteilungsleiter Matthias Kock erreichte mit der D-Jugend 2008 den dritten Platz bei den Deutschen Meisterschaften in Lohhof. Ihr größter Erfolg in der Jugend gelang Christina Kock in der Saison 2008/09, als sie im hessischen Dieburg mit der U16 deutscher Meister wurde. Im folgenden Jahr errang die Schülerin mit dem SVL die deutsche Vizemeisterschaft der U18.

Seit Beginn der Saison 2009/10 gehört Christina gemeinsam mit ihren Mannschaftskolleginnen aus der U16 Yanina Weiland und Lisa Keferloher zur Zweitligamannschaft des SVL.
Ihren ersten Einsatz in der Anfangsformation hatte Christina Kock erst in der Rückrunde beim 3:2-Auswärtssieg einen Tag nach ihrem 15. Geburtstag am 20. Februar 2010 gegen den SV Mauerstetten als Mittelblockerin. Somit ist sie die jüngste Spielerin, die der SV Lohhof in der Saison 2009/10 in seinen Bundesligamannschaften eingesetzt hat.
Bis 2017 war Kock weiterhin mit Lohhof in der 2. Bundesliga Süd aktiv. Nach einigen Jahren in der zweiten Mannschaft, mit der sie 2022 in die 3. Liga Ost aufstieg, spielt Kock seit 2023 erneut mit der 1. Mannschaft in der 2. Bundesliga Süd.